# Classe (Ravenne)
Classe est le nom d'un frazione de la ville italienne de Ravenne, issu de l'ancien nom de son port Classe qui avait pris le nom latin Classis de  la marine romaine  antique qui fréquentait ce port.
Situé à  3 km environ au sud-est de Ravenne, l'empereur Auguste le fait construire dans la partie la plus profonde de la lagune pour y baser une flotte prétorienne  pour l’Adriatique,  destinée à surveiller la côte dalmate repaire de pirates. Ce port était le pendant de celui de Misène (au nord de Naples) pour la mer Tyrrhénienne. 
Longtemps ensablé, ses vestiges précis comme les canaux et les bassins n'ont été découverts que récemment (après 1960).
Le toponyme est encore présent dans le nom de la basilique Saint-Apollinaire in Classe.